# Chalinidae
Chalinidae is een familie van sponsdieren uit de klasse van de Demospongiae (gewone sponzen).

## Geslachten
- Chalinula Schmidt, 1868
- Cladocroce Topsent, 1892
- Dendrectilla Pulitzer-Finali, 1983
- Dendroxea Griessinger, 1971
- Haliclona Grant, 1836